# Andrzej Grabowski (1970–2008)
Andrzej Grabowski (ur. 19 listopada 1970 w Kołobrzegu, zm. 8 marca 2008 w Warszawie) – polski dziennikarz, pisarz, autor, scenarzysta, reżyser, producent.

## Życiorys
Pracował jako dziennikarz w lokalnym dodatku do „Gazety Wyborczej”. potem w „Głosie Pomorza” oraz Telewizji Kablowej Kołobrzeg. W 1991 roku założył Kołobrzeski Teatr Muzyczny. Jako scenarzysta i reżyser zrealizował sześć musicali. W 1996 roku przeprowadził się do Warszawy, gdzie przez dwa lata przygotowywał i prowadził serwis muzyczny Gra!my News emitowany w Polsacie. Równocześnie współpracował z Magazynem Muzycznym XL. Był również producentem reklam radiowych i telewizyjnych. W 1999 roku napisał biografię grupy O.N.A. zatytułowaną Ona Oni O.N.A. Rok później wydał książkę dla dzieci pod tytułem Trele-morele, czyli historia jednej piosenki. Ukazała się ona wraz z płytą CD, na której znalazły się piosenki jego autorstwa.
Był autorem, wydanej w 2001, biografii zespołu Ich Troje A wszystko to...Ich Troje. W biografii grupy pisarz przedstawił życiorysy Michała Wiśniewskiego, Jacka Łągwy, Justyny Majkowskiej, Macieja Durczaka, Magdaleny Pokory oraz Marty Wiśniewskiej.
Zginął 8 marca 2008 na ulicy Grochowskiej w Warszawie. Czekał na zielone światło na przejściu dla pieszych. Na skrzyżowaniu doszło do kolizji dwóch samochodów, jeden z nich uderzył w sygnalizator świetlny, ten padając uderzył Grabowskiego w głowę. Zginął na miejscu. Nie miał przy sobie dokumentów, a telefon komórkowy był rozładowany, więc wiadomość o śmierci dotarła do rodziny dwa dni po wydarzeniu.
Został pochowany w Kołobrzegu.